# Josette Bynum
Josette Bynum (11 de septiembre de 1977) es una luchadora profesional estadounidense más conocida como Josie, Sojournor Bolt o "Sojo Bolt" por su trabajo en la Ohio Valley Wrestling (OVW), en la Total Nonstop Action Wrestling (TNA), y en la Shimmer Women Athletes.
Entre sus logros destacan siete reinados como Campeona Femenina de la OVW.

## Carrera

### Ohio Valley Wrestling (2006-2008)
Bynum debutó en la lucha libre profesional el 3 de abril de 2003. En la OVW, ella tuvo un feudo con Serena Deeb y ambas luchaban por Campeonato femenino de la OVW. hubo diversos cambios de campeona entre ellas durante su feudo, Bynum fue cuatro veces Campeona femenina de la OVW. En diciembre del 2008, Bynum tuvo su última pelea en la OVW contra Reggie, luego firmó un contrato con la Total Nonstop Action Wrestling.

### Ring of Honor (2007, 2010)
En febrero del 2007, Bynum debutó en Ring of Honor bajo el nombre de "Miss Josie" perdiendo frente a Sara Del Rey. Regresó a ROH como "Lady JoJo" en 2010 para hacer un par de combates en house shows y el 9 de diciembre, para volver a perder contra Sara Del Rey.

### Total Nonstop Action Wrestling (2008-2009, 2013)
En Slammiversary, la TNA Women's Champion Awesome Kong fue retada por Bynum, bajo el nombre de Josie Robinson, y otros compañeros regulares de la OVW como Serena Deeb, la ganadora ganaría $25.000 y el campeonato femenino sin embargo , ambas fueron derrotadas en consecutivas luchas. Bynum regresó a la TNA el 28 de agosto de 2008 en el episodio de Impact! bajo el nombre de Sojournor Bolt y fue derrotada por Awesome Kong. El 12 de octubre, Bynum, luchó en una dark match en Bound for Glory IV, donde ella y Eric Young derrotaron a Christy Hemme y Lance Rock. El 20 de noviembre en el episodio de Impact!, ella hizo grupo con Hemme y fueron derrotadas por Angelina Love y Velvet Sky. Finalmente, el 3 de diciembre firmó un contrato con la TNA. El 11 de diciembre en Impact! ella fue derrotada por Christy Hemme. Luego de la lucha ambas se golpearon y Bolt se convirtió en heel. El 25 de diciembre en la edición de Impact!, Bolt hizo equipo con Awesome Kong, Rhaka Khan, y Raisha Saeed y perdieron contra el equipo de Christy Hemme, ODB, Roxxi, y Taylor Wilde. En el sitio oficial de la TNA explicó que su nombre en el ring era Sojourner Bolt, pero que más tarde lo cambió a Sojournor Bolt.
El 5 de marzo en Impact, Bolt y su compañera Rhaka Khan perdieron frente a The Beautiful People. Anunció en una edición de Impact! que ella derrotaría a Awesome Kong y que lograría ganar el campeonato de las Knockout en Destination X, pero perdió. Más tarde, se convirtió en heel de nuevo. Compitió en la TNA Queen of the Cage en Lockdown donde participaron ODB, Madison Rayne, Daffney y ella, donde ganó ODB. El 23 de abril derrotó a Taylor Wilde en una Ladder Match. Tuvo una oportunidad por el título el 28 de mayo en Impact pero perdió. Después de la lucha Angelina Love le aplicó perfume en los ojos, con Bolt distraída le aplicó su Lights Out. El 3 de septiembre hizo equipo con Hamada, en una lucha contra Tara & Christy Hemme, pero fueron derrotadas, por el especial de Tara. Luego de la lucha Hamada golpeó a Sojo Bolt por haber perdido la lucha. Finalmente, TNA la despidió el 10 de noviembre.
El 17 de marzo de 2013, regresó a TNA, en el especial de TNA One Night Only: Knockout Knockdown, enfrentándose a Hannah Blossom y Taeler Hendrix, ganando Blossom y avanzando a la final.

### Ohio Valley Wrestling (2009-2013)
Josette regresó a la OVW, como heel, con su antiguo nombre de Josie, ganando por cuarta vez el Campeonato Femenino de la OVW el 28 de noviembre de 2009 al derrotar a Hannah Blossom. Sin embargo, la junta directiva decidió devolverle el título a Hannah, ya que se cambió con su hermana gemela, Holly Blossom, durante la lucha y fue ella la cubierta. A pesar de esto, recuperó el título por quinta vez el 16 de diciembre de 2009. El 24 de marzo de 2010 perdió el campeonato ante CJ Lane. Sin embargo el 26 de agosto lo recuperó al derrotar a Holly Blossom. Cambió de nombre a Lady JoJo, en honor a la cantante Lady Gaga y se unió a Taryn Shay. El 6 de agosto de 2011, fue derrotada por Izza Belle Smothers, perdiendo el título y convirtiéndose en la campeona más longeva de la historia del OVW Women's Championship. Recuperó el título en su revancha, el 24 de agosto. Tras recuperarlo, se separó de Shay y luchó sola, empezando un feudo con Taeler Hendrix, perdiendo el título ante esta en el Saturday Night Special November 2011. El 22 de febrero de 2012, se reveló que Bynum adquirió todo de su exmarido, Christian Mascagni incluido su grupo (The Family), cambiando su nombre a Josette Bynum. Tras esto, Bynum empezó un feudo con Trailer Park Trash por el control total de la OVW, enfrentándose Trash el miembro de The Family, Rob Terry en un combate que ganó Terry con ayuda de The Family. Finalmente, el 8 de julio, Bynum perdió el control de OVW y fue ordenada por el dueño de OVW, Danny Davis a ejercer como ayudante de Trailer Park Trash. El 6 de octubre, volvió a los cuadriláteros de OVW para derrotar a la OVW Women's Champion Heidi Lovelace y conseguir una oportunidad por el título. Esa oportunidad la canjeó el 3 de noviembre en una lucha ante Lovelace y Taeler Hendrix con Taryn Terrell como árbitro especial de la lucha, sin éxito. La semana siguiente, el hombre al que había estado llamando para que atacara a su jefe Trailer Park Trash, finalmente lo hizo. Semanas después, se reveló que el hombre misterioso era Flash Flanagan. Tras el combate de retirada de Trailer Park Trash, lo abofeteó dos veces, antes de que este le aplicara una Powerbomb sobre una mesa, siendo la última aparición de Bynum en OVW.

## En lucha
- Movimientos finales
  - Back to back facebuster – TNA
  - Death Valley driver
  - Diving neckbreaker
  - Dread Lock
  - Pop, Lock and Drop

- Movimientos de firma
  - Backslide
  - Bearhug
  - Diving elbow drop
  - Double knee backbreaker
  - Enzuigiri
  - Falling powerslam, a veces con el brazo del oponente agarrado
  - Gory special
  - Múltiples variaciones del suplex
    - Belly to back
    - Cradle
    - Exploder
    - Gutwrench
    - Overhead belly to belly
    - Vertical

  - Neckbreaker
  - Running lariat
  - Superkick

## Campeonatos y logros
- Midwest Intensity Wrestling
  - MIW Women's Championship (1 vez)

- NWA Midwest
  - NWA Midwest Women's Championship (1 vez)

- Ohio Valley Wrestling
  - OVW Women's Championship (7 veces)

- World League Wrestling
  - WLW Women's Championship (2 veces)

- Hardcore Wrestling Association
  - HWA Women's Championship (1 vez)

- Pro Wrestling Illustrated
  - Situada en el N°24 en los PWI Female 50 de 2009.[1]